# Liste der Studentenverbindungen in Freiberg
Diese Liste der Studentenverbindungen in Freiberg verzeichnet die aktiven, suspendierten und erloschenen Studentenverbindungen in Freiberg, die unterschiedlichen Korporationsverbänden angehören. Derzeit sind fünf Studentenverbindungen an der Technischen Universität Bergakademie Freiberg ansässig.

## Aktive Verbindungen
Die Sortierung erfolgt nach dem Gründungsdatum.
|  |
|  |
|  |
|  |
|  |

|  |
|  |
|  |
|  |
|  |

|  |
|  |
|  |
|  |
|  |

|  |
|  |
|  |
|  |
|  |
|  |

f.f. = farbenführend, ansonsten farbentragend

## Suspendierte und erloschene Verbindungen
Die Sortierung erfolgt nach dem Gründungsdatum.
|  |
|  |
|  |

|  |
|  |
|  |
|  |
|  |

f.f. = farbenführend, ansonsten farbentragend